# زافيتنويي (ستافروبول)
زافيتنويي (بالروسية: Заветное) هي مدينة في مقاطعة ستافروبول كراي في روسيا.
يبلغ عدد سكانها حوالي 3823   نسمة.